# Monticomorpha semele
Monticomorpha semele är en insektsart som först beskrevs av John Obadiah Westwood 1859.  Monticomorpha semele ingår i släktet Monticomorpha och familjen Pseudophasmatidae. Inga underarter finns listade i Catalogue of Life.